# Ferdinando Dal Pozzo
Ferdinando Dal Pozzo (Moncalvo, 25 marzo 1768 – Torino, 29 dicembre 1843) è stato un giurista e politico italiano.
Ricoprì varie cariche politiche e amministrative, in particolare durante la dominazione francese del Piemonte. Nel 1821 venne nominato da Carlo Alberto Ministro dell'Interno del Regno di Sardegna. Finì in esilio comandato da Carlo Felice. Nel 1838 poté tornare in patria. Scrisse numerosi saggi, uno manifestamente filoaustriaco (“Della felicità che gl’italiani possono e debbono dal governo austriaco procacciarsi”) scritto nel 1833, ricevette aspre critiche dai patrioti italiani.